# Konstanty Wasyl Ostrogski
Konstanty Iwanowicz Ostrogski (c. 1460 – 10 de agosto de 1530) foi um príncipe e magnata ruteno do Grão-Ducado da Lituânia. Posteriormente, obteve o título de grande hetman da Lituânia a partir de 11 de setembro de 1497 até sua morte em 1530.

## Carreira
Ostrogski iniciou sua carreira militar sob João I Alberto, Rei da Polônia. Participou de campanhas bem-sucedidas contra os tártaros e o Grão-Principado de Moscou. Por sua vitória próximo a Ochakiv contra as forças de Mehmed I Giray, foi agraciado com o título de Grande Hetman da Lituânia. Foi a primeira pessoa a receber este título. No entanto, durante uma guerra com a Moscóvia, foi derrotado na Batalha de Vedrosha (1500) e mantido cativo por três anos. Em 1503, conseguiu escapar e juntou-se ao rei Sigismundo I, o Velho, que lhe permitiu retomar seu posto como hetman. Como um dos principais líderes militares (juntamente com os generais poloneses Mikołaj Firlej e Mikołaj Kamieniecki) da aliança, continuou a fazer guerra contra Moscou, e em 1512, alcançou uma grande vitória contra os tártaros na Batalha de Wisniowiec.
Em 1514, outra guerra com os russos começou e ele tornou-se comandante-em-chefe de todas as forças polonesas e lituanas (totalizando até 35 000 soldados). Entre seus subordinados estavam Jerzy Radziwiłł, Witold Sampoliński e o futuro Hetman da Coroa Jan Tarnowski. Em 8 de setembro de 1514, ele alcançou uma vitória significativa na Batalha de Orsha, derrotando o exército de Vasili III da Rússia. No entanto, em 1517, sua tentativa de cercar a fortaleza russa de Opochka tornou-se uma derrota séria que destruiu qualquer esperança de reconquistar Smolensk.
Ostrogski morreu em 1530 como um comandante militar bem respeitado. Apesar de sua constante lealdade à Polônia católica, bem como uma antiga rivalidade com a Rússia cristã ortodoxa, o próprio Ostrogski permaneceu um devoto ortodoxo nas tradições de sua família. Ele doou generosamente para a construção de igrejas ortodoxas orientais e patrocinou a criação de muitas escolas afiliadas à igreja para crianças ortodoxas. Como um dos nobres ortodoxos mais ricos, foi sepultado na Catedral da Dormição da Mosteiro das Cavernas de Kiev.

## Família
Ele teve duas esposas: Tatiana Koretska e Aleksandra Słucka. Teve dois filhos: Illia Ostrogski com Koretska, e Konstanty Wasyl Ostrogski com Słucka.